# گلوریا میلاند
گلوریا میلاند (ایتالیایی: Gloria Milland؛ زادهٔ ۱۱ اکتبر ۱۹۴۰) بازیگر اهل ایتالیا است.
از فیلم‌هایی که وی در آن نقش داشته‌است، می‌توان به خشم آشیل اشاره کرد.